# Volckerinckhove
Volckerinckhove (westflämisch Volkerinkove) ist eine französische Gemeinde mit 567 Einwohnern (Stand 1. Januar 2022) im Département Nord in der Region Hauts-de-France. Sie gehört zum Arrondissement Dunkerque und zum Kanton Wormhout. Die Bewohner nennen sich Volkerinckhovois.

## Lage
Die Gemeinde Volckerinckhove liegt in Französisch-Flandern, sieben Kilometer nördlich von Saint-Omer und 20 Kilometer südlich von Dünkirchen. Die Nachbargemeinden sind Merckeghem im Norden, Bollezeele im Nordosten, Rubrouck im Osten, Broxeele im Südosten, Lederzeele im Süden, Wulverdinghe im Südwesten und Millam im Westen.

## Geschichte
Frühere Schreibweisen des Ortsnamens waren Volcrinhove (1209), Fochringhova (1218) und Foukelinchove (1299).

### Bevölkerungsentwicklung
| Jahr                       | 1962 | 1968 | 1975 | 1982 | 1990 | 1999 | 2006 | 2013 | 2021 |
| Einwohner                  | 569  | 531  | 487  | 488  | 422  | 487  | 477  | 563  | 560  |
| Quellen: Cassini und INSEE |      |      |      |      |      |      |      |      |      |

## Sehenswürdigkeiten

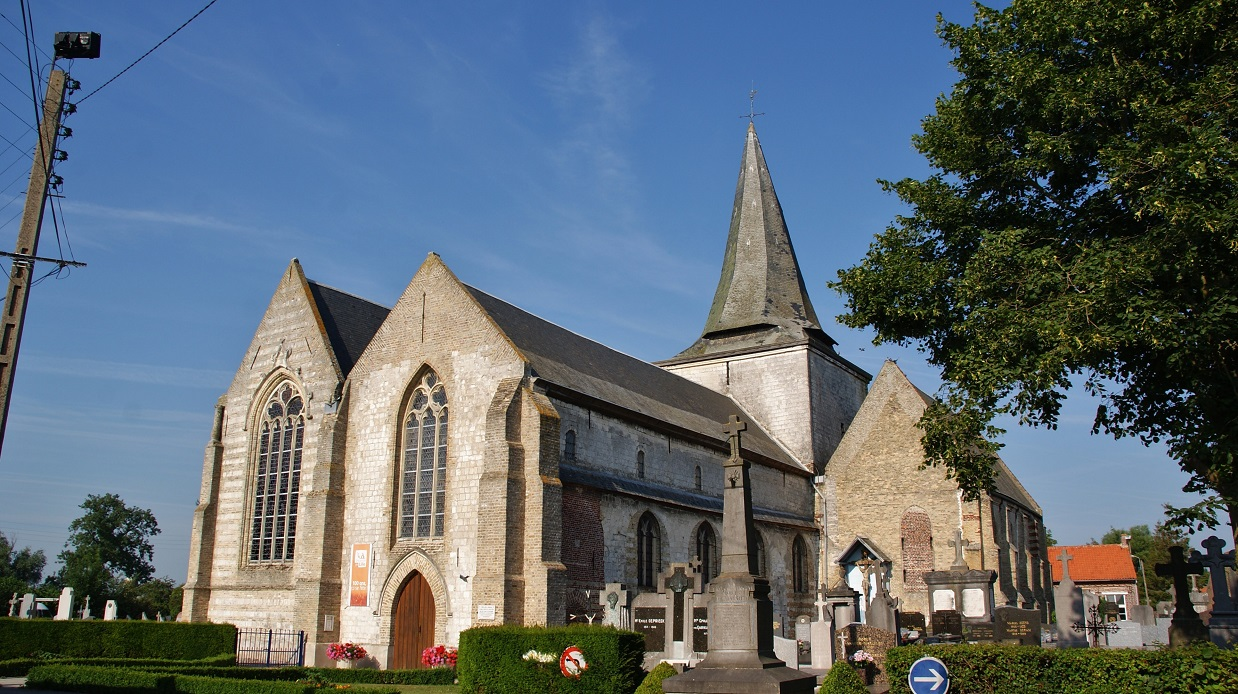
Kirche Saint-Folquin
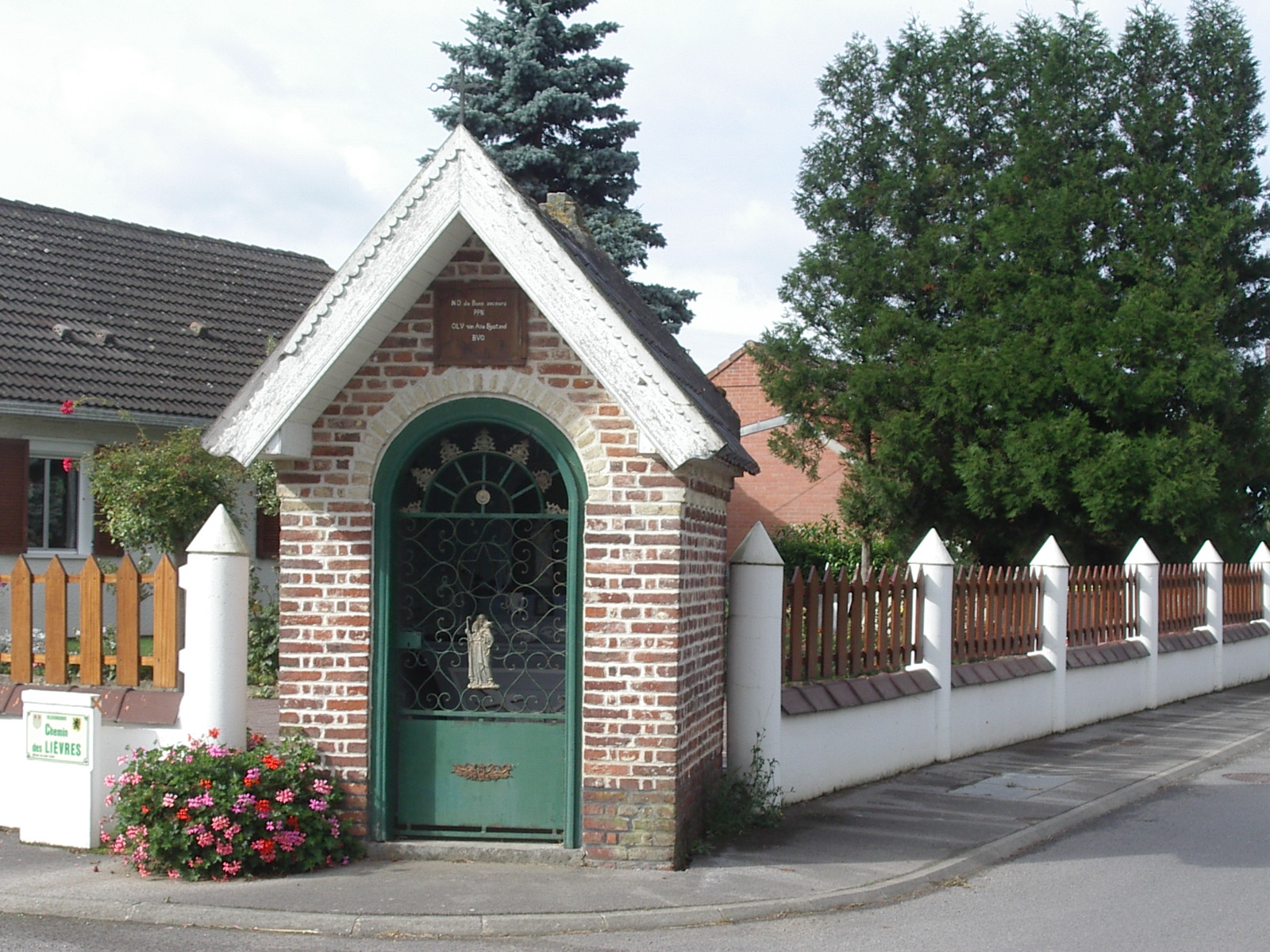
Oratorium Notre-Dame-de-Bon-Secours
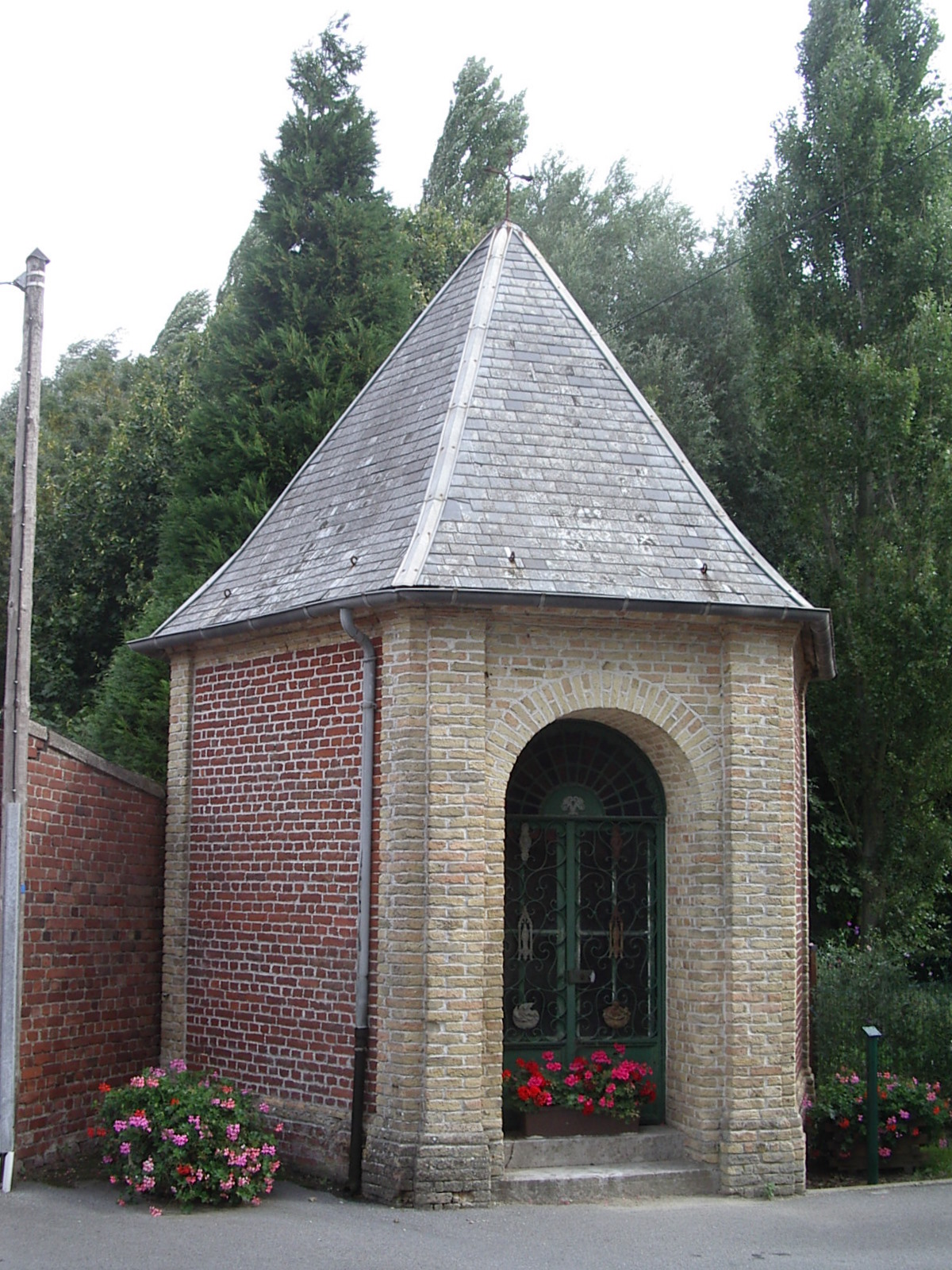
Weiteres Oratorium

- mehrere Oratorien
- Botanischer Garten

- Kirche Saint-Folquin
- Oratorium Notre-Dame-de-Bon-Secours
- Weiteres Oratorium